# Benamar Meskine
Benamar Meskine (6 juni 1973) is een Algerijns bokser, die uitkomt bij de weltergewichten (69 kg).
Hij nam eenmaal deel aan de Olympische Spelen, maar behaalde hierbij geen medaille.
Op de Afrikaanse Spelen in 2003 in het Nigeriaanse Abuja behaalde Meskine een bronzen medaille. In datzelfde jaar werd hij Afrikaans kampioen. Op de Olympische Spelen van Athene van 2004 verloor Meskine in de eerste ronde van de Amerikaan Vanes Martirosyan.

## Prestaties
| Jaar | Wedstrijd                   | Plaats     | Resultaat | Gewichtsklasse       |
| ---- | --------------------------- | ---------- | --------- | -------------------- |
| 2001 | Afrikaanse kampioenschappen | Port Louis | 1e        | weltergewichten      |
|      | Middellandse Zeespelen      | Tunis      | 2e        | lichtmiddelgewichten |
| 2003 | Afrikaanse Spelen           | Abuja      | 3e        | weltergewichten      |
|      | Afrikaanse kampioenschappen | Yaoundé    | 1e        | weltergwichten       |
|      | Afro-Aziatische Spelen      | Haiderabad | 3e        | weltergewichten      |